# Missione salsiccia
Missione salsiccia (Pluto's Purchase) è un film del 1948 diretto da Charles A. Nichols. È un cortometraggio animato della serie Pluto, prodotto dalla Walt Disney Productions e uscito negli Stati Uniti il 9 luglio 1948, distribuito dalla RKO Radio Pictures. Nel 1978 fu inserito nel film di montaggio Buon compleanno Topolino.

## Trama
Topolino affida a Pluto l'incarico di andare dal macellaio, dandogli i soldi e la lista della spesa. Dopo aver comprato una salsiccia, Pluto si dirige verso casa. Butch però cerca in vari modi di prendersi la carne di Pluto, ma ogni suo tentativo fallisce. Pluto torna a casa con la salsiccia e Topolino gli spiega che essa è il regalo di compleanno di un suo amico. Pluto pensa che il festeggiato sia Dinah e si dirige verso la porta di casa per baciarla. Scopre però, con suo grande disappunto, che il festeggiato è proprio Butch.

## Distribuzione

### Edizioni home video

#### VHS
- Le avventure di Pluto (gennaio 1985)[2]
- Le avventure di Pluto (febbraio 1990)[3]
- VideoParade vol. 5 (marzo 1993)[4]